# Asparagus pastorianus
Asparagus pastorianus — вид рослин із родини холодкових (Asparagaceae).

## Етимологія
Вид присвячений Л. Пастору (L. Pastor), співробітнику П'єра Марі Огюста Бруссоне в його колекціонуванні рослин. 

## Біоморфологічна характеристика

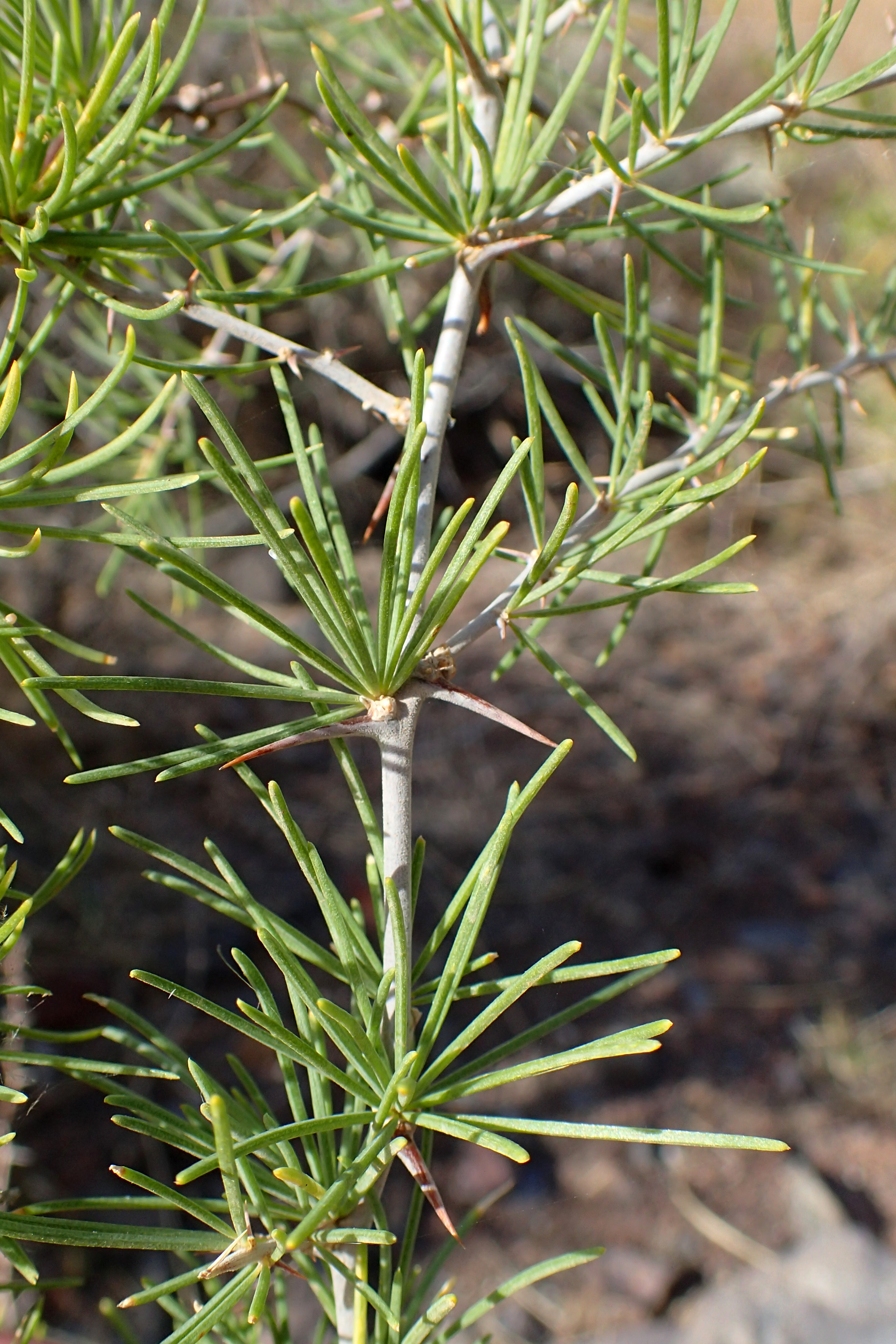

Це виткий кущ із дуже складним зростанням, який відрізняється в межах роду сильними колючими шпорами, розміром понад 5 мм, в пазухах яких розташовані кладодії

## Середовище проживання
Зростає на Канарських островах і західному Марокко.